# Momotxorro
El momotxorro és un personatge d'origen desconegut del carnestoltes d'Altsasu: és meitat home i meitat bou.

## Història
El costum va desaparèixer en la dècada de 1930, i es va recuperar la de 1980, encara que això no va agradar a la gent gran del poble, ja que el record d'aquests personatges anava unit a històries de pillatge, robatori i fins i tot d'agressions sexuals.

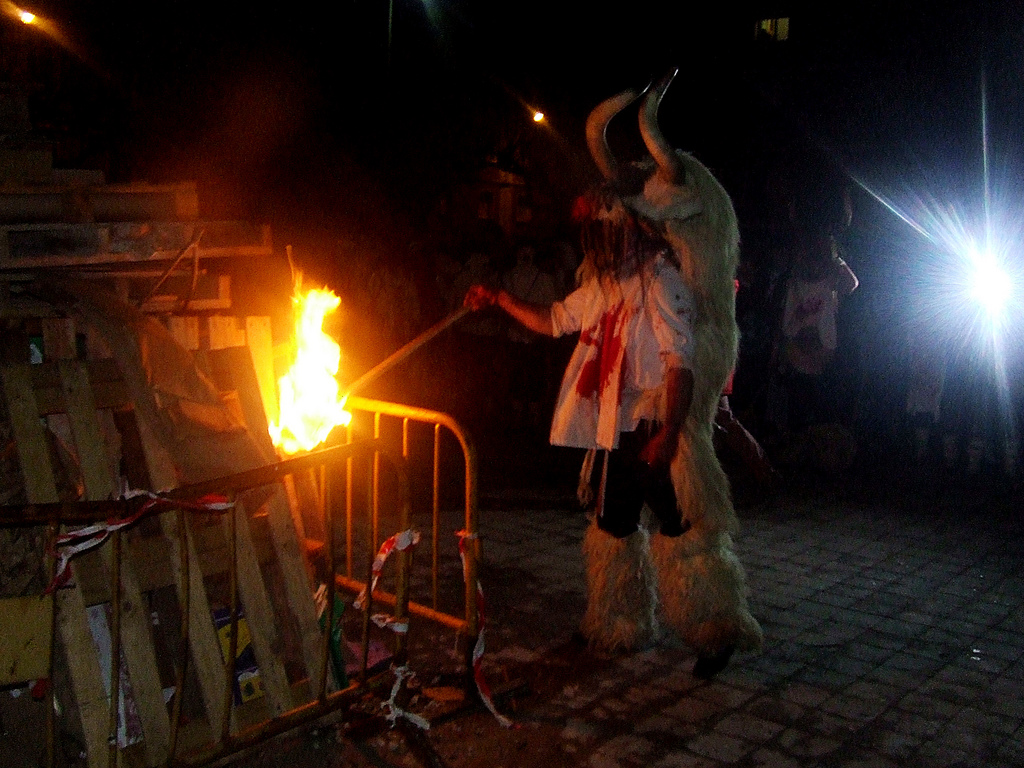
Un momotxorro prepara el foc per a l'aquelarre.

És un dels personatges del carnestoltes basc amb més càrrega violenta i sexual: recorre els carrers amb el seu sarde (la forca) atemorint i “agredint” qui es troba al seu pas, i entrant a les cases alienes per “saquejar” el seu interior. Porten banyes i es tapen el rostre amb mocadors o amb pelatges de cavall. Vesteixen una camisa blanca tacada de sang, pells d'ovella, pantalons blaus, mitjons blancs i avarques. Fan soroll amb esquelles cosides a la pell d'ovella o penjades al voltant de la cintura. Ataquen amb el sarde.
El personatge va ser recuperat a partir de les recerques de l'acordionista Enrike Zelaia, que es va entrevistar amb la gent gran del lloc. Des de llavors, s'ha fet cada vegada més popular. La dansa d'aquests personatges a la Plaça dels Furs ha arribat en l'actualitat a ser una mostra d'identitat del poble. Se celebra el dimarts anterior al Dimecres de cendra al so de la Dansa dels Momotxorros (Momotxorroen dantza).
El Dimarts de Carnestoltes es realitza la Puska Biltze (col·lecta per les cases). Després de menjar i beure copiosament amb l'obtingut en la “puska” i caiguda la tarda, centenars de momotxorros surten del frontó envestint entre fers udols contra tot allò viu o mort que es trobin per davant. Després de recórrer diversos carrers, en un moment de la comitiva, Juantramposo, Maskaritak, un boc i les sorginak (bruixes) s'uneixen al festeig. El boc, pujat en un remolc, provoca les femelles ensenyant els seus atributs i totes les sorginak udolen lascivament, i es genera així una escena luxuriosa i divertida que compensa estètica i dinàmicament la violenta actitud dels momotxorros. Després de recórrer els carrers del poble amb les conegudes parats en diverses tavernes, s'acaba a la plaça del poble, on tots ballen al mateix ritme: el de la Momotxorroen dantza.
Després de ballar, tot aquell emmascarat que tingui la cara tapada haurà de trure's el drap, en el cas del momotxorro el cistell, donant per fet el final del ball i mostrant el seu rostre davant de tots els presents. La festa continua amb una gaupasa, nit de festa en èuscar.

## Galeria

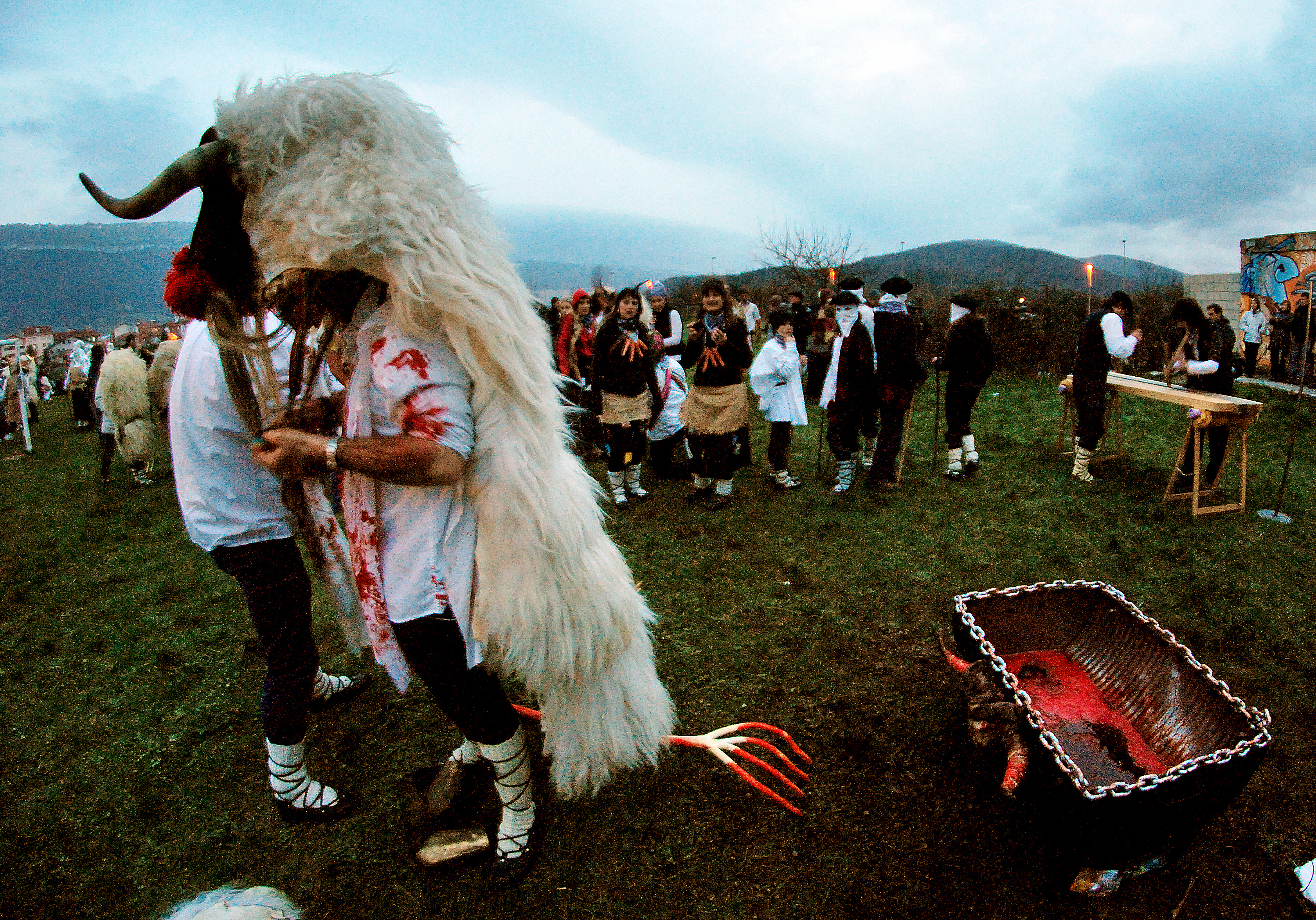
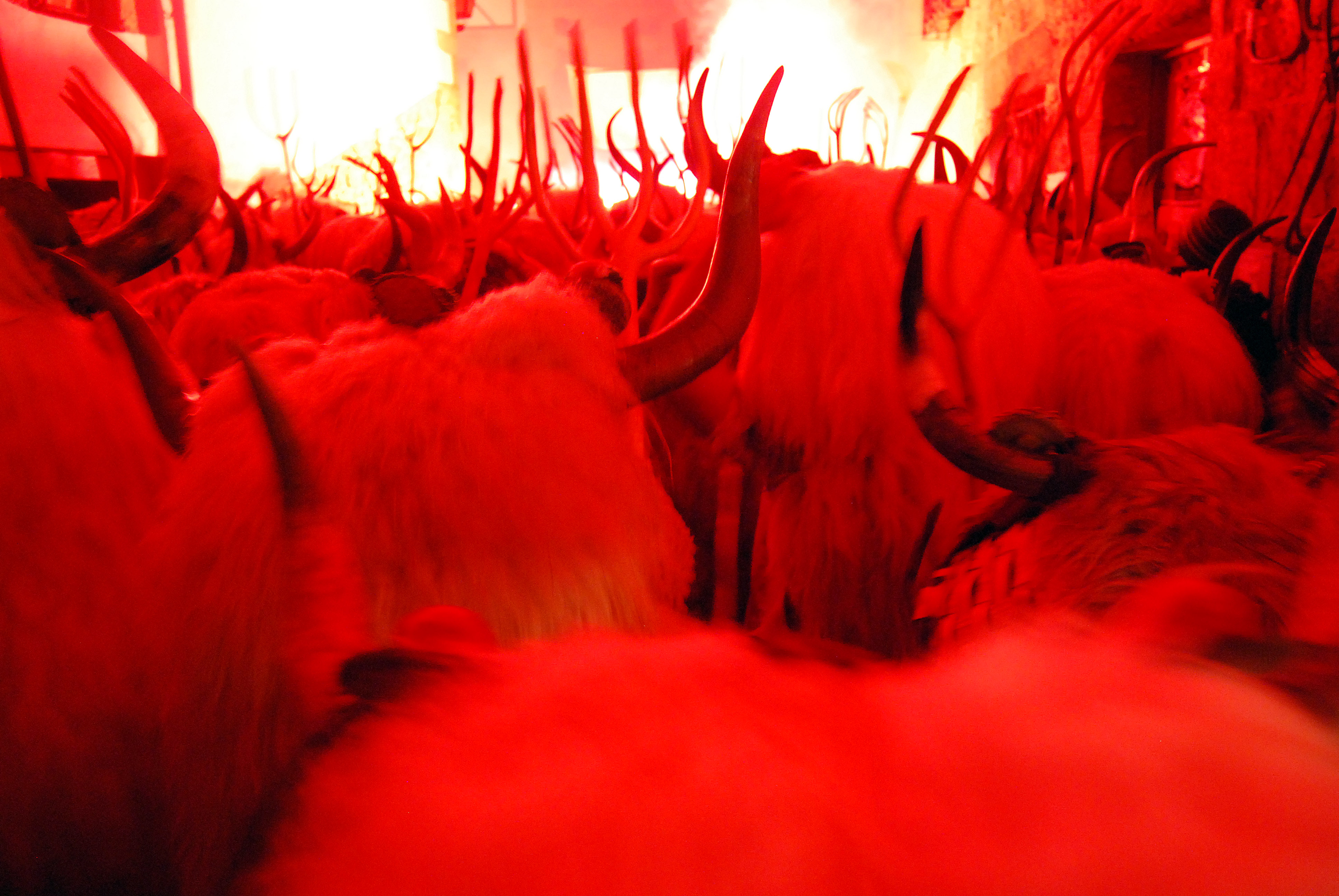
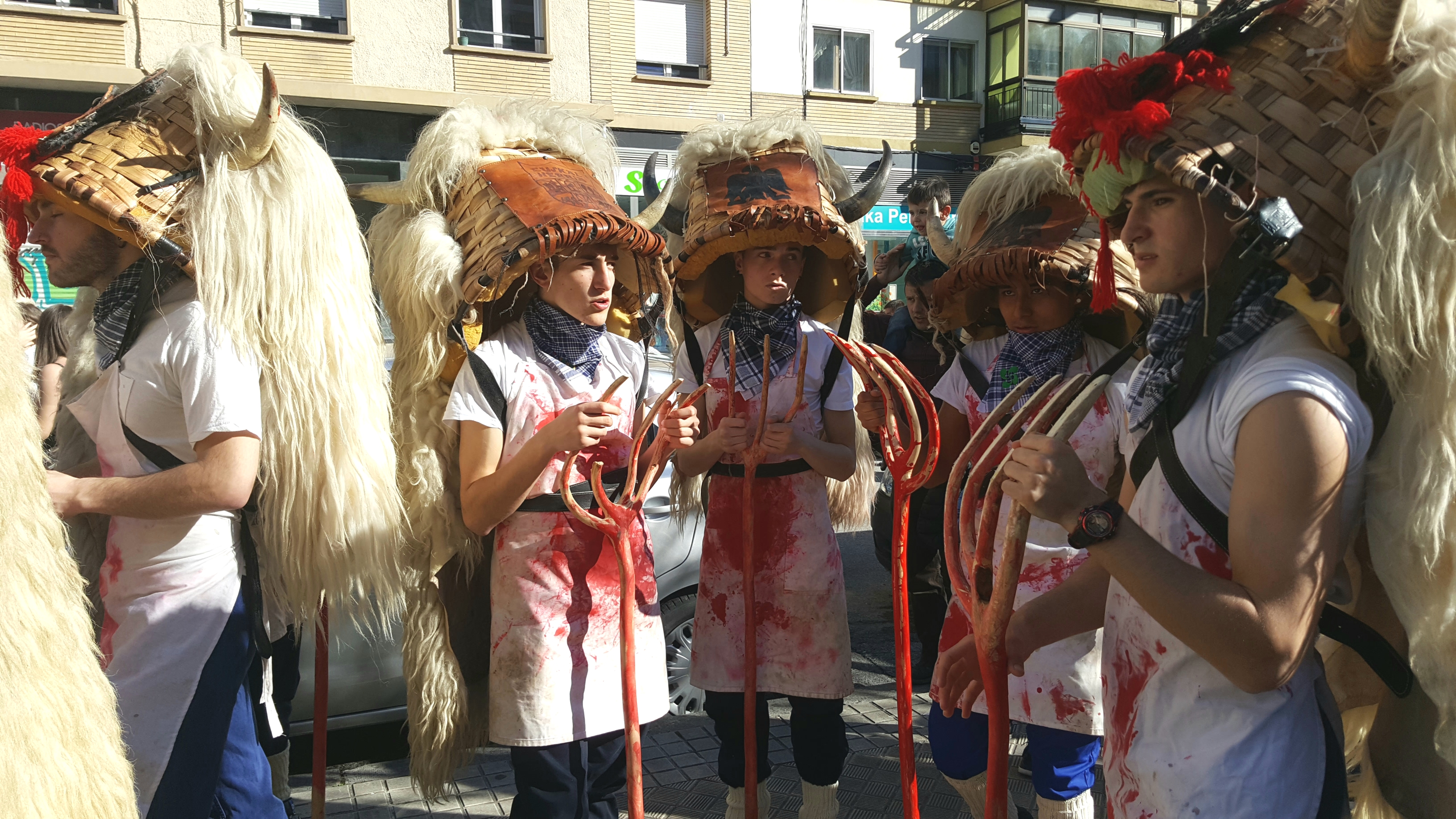
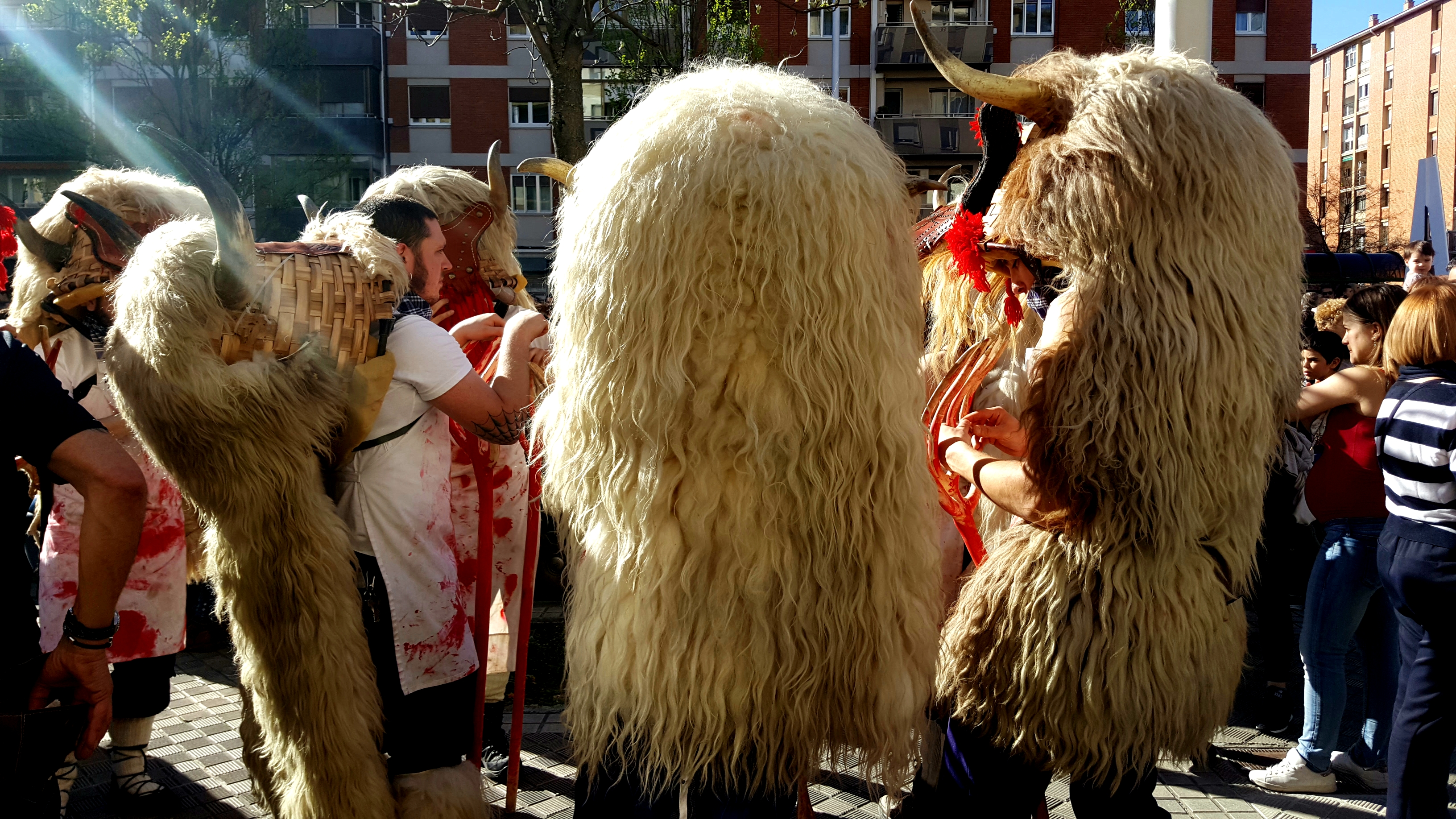